# L'usignolo dell'Imperatore
L'usignolo dell'Imperatore (Císařův slavík) è un film del 1949 diretto da Jiří Trnka e Milos Makovec.

## Riconoscimenti
- Giuria della Radio della Svizzera Italiana 1949 al Festival del cinema di Locarno